# Synopeas
Synopeas is een geslacht van vliesvleugelige insecten uit de familie van de Platygastridae. De wetenschappelijke naam is voor het eerst geldig gepubliceerd in 1856 door Arnold Foerster.

## Soorten
Deze lijst van 70 stuks is mogelijk niet compleet.
- S. abaris (Walker, 1835)
- S. acuminatus Kieffer, 1916
- S. acutispinus Buhl, 1998
- S. affinis (Nees, 1834)
- S. autumnalis Buhl, 1998
- S. blascoi Buhl, 1999
- S. bohemani Buhl, 1998
- S. brevis Buhl, 1998
- S. carpentieri Kieffer, 1916
- S. ciliatus Thomson, 1859
- S. compressiventris (Szabó, 1981)
- S. convexus Thomson, 1859
- S. craterus (Walker, 1835)
- S. curvicauda (Foerster, 1856)
- S. daucicola Kieffer, 1916
- S. decurvatus (Nees, 1834)
- S. dentiscutellaris (Szabó, 1979)
- S. dentiscutum (Szabó, 1981)
- S. euryale (Walker, 1835)
- S. figitiformis Thomson, 1859
- S. frontalis Buhl, 1998
- S. fungorum Buhl, 2000
- S. fuscicola Box, 1921
- S. fuscus Buhl, 1999
- S. gallicola Kieffer, 1916
- S. gastralis Buhl, 2001
- S. gibberosus Buhl, 1997
- S. gracilicornis Kieffer, 1916
- S. hansseni Buhl, 1997
- S. hyllus (Walker, 1835)
- S. inermis Thomson, 1859
- S. inquilinus Kieffer, 1904
- S. involutus Kieffer, 1926
- S. iteobia Kieffer, 1916
- S. jasius (Walker, 1835)
- S. larides (Walker, 1835)
- S. lugubris Thomson, 1859
- S. madridiana Buhl, 2001
- S. millefolii (Kieffer, 1913)

- S. mucronatus (Ratzeburg, 1852)
- S. muticus (Nees, 1834)
- S. myles (Walker, 1835)
- S. nervicola Kieffer, 1916
- S. nervorum Kieffer, 1916
- S. neuroteri Kieffer, 1916
- S. nigriscapis Foerster, 1861
- S. opacus Thomson, 1859
- S. osaces (Walker, 1835)
- S. prospectus Foerster, 1861
- S. punctigaster Szabó, 1981
- S. raphanistri Kieffer, 1916
- S. rectus (Ratzeburg, 1852)
- S. rhanis (Walker, 1835)
- S. romsoensis Buhl, 1999
- S. salicicola (Kieffer, 1913)
- S. salicis Szelenyi, 1940
- S. sculpturatus Buhl, 1997
- S. sosis (Walker, 1835)
- S. spinifer Kozlov, 1978
- S. subaequalis (Foerster, 1856)
- S. tarsa (Walker, 1835)
- S. thysanus Kozlov, 1978
- S. trebius (Walker, 1835)
- S. tripartita (Kieffer, 1917)
- S. velutinus (Walker, 1835)
- S. ventralis (Westwood, 1833)
- S. viklundi Buhl, 2010
- S. wasmanni Kieffer, 1916
- S. westergaardi Buhl, 2010
- S. xanthopus Kieffer, 1913